# ゴールデン☆ベスト シングル・コレクション
『ゴールデン☆ベスト シングル・コレクション』は、日本のデュオ・花*花が2011年5月11日にワーナーミュージック・ジャパンから発売した2枚目のベスト・アルバム。

## 内容
前作『ハライソ』から約5ヶ月ぶり、ベスト・アルバムとしては『FOOT PRINT〜花*花WORKS 2000-2003』から約7年9ヶ月ぶりの作品。
メジャー・デビュー10周年を記念して制作され、メジャー・デビュー後の全シングルの表題曲とカップリング曲、インディーズ期から「植物園北門前」が収録されたシングル・コレクションとなっている。
『FOOT PRINT〜花*花WORKS 2000-2003』とは異なり全てシングル・バージョンで収録された。

## 収録曲
| 全編曲: パパダイスケ（特記を除く）。 |                                             |                        |                        |       |
| #                                    | タイトル                                    | 作詞                   | 作曲                   | 時間  |
| 1.                                   | 「あ〜よかった -setagaya mix-」             | こじまいづみ           | こじまいづみ           | 3:44  |
| 2.                                   | 「ずっと一緒に」                            | こじまいづみ           | こじまいづみ           | 4:14  |
| 3.                                   | 「ひまわりの花」                            | こじまいづみ           | こじまいづみ           | 2:50  |
| 4.                                   | 「赤い自転車」(編曲: パパダイスケ・花*花)   | おのまきこ             | おのまきこ             | 4:29  |
| 5.                                   | 「さよなら 大好きな人」                     | こじまいづみ           | こじまいづみ           | 4:10  |
| 6.                                   | 「愛する人よ」                              | おのまきこ             | おのまきこ             | 4:07  |
| 7.                                   | 「ハナムケノハナタバ」                      | こじまいづみ           | こじまいづみ           | 4:48  |
| 8.                                   | 「秘密基地」                                | おのまきこ             | おのまきこ             | 3:41  |
| 9.                                   | 「やっぱり!」                               | おのまきこ             | おのまきこ             | 3:14  |
| 10.                                  | 「あなたへ…」                               | おのまきこ             | おのまきこ             | 3:07  |
| 11.                                  | 「愛を少し語ろう」                          | こじまいづみ           | こじまいづみ           | 4:03  |
| 12.                                  | 「ばんそうこう1枚」                         | こじまいづみ           | こじまいづみ           | 3:55  |
| 13.                                  | 「涙のチカラ」                              | おのまきこ             | おのまきこ             | 3:56  |
| 14.                                  | 「晴れた夜 雨の午後」                       | こじまいづみ           | こじまいづみ           | 4:24  |
| 15.                                  | 「LONELY GIRL」(日本語訳詩: 花*花)          | アンドリュー・ゴールド | アンドリュー・ゴールド | 3:30  |
| 16.                                  | 「ポロポロ」                                | おのまきこ             | おのまきこ             | 3:12  |
| 17.                                  | 「カプチーノ」                              | こじまいづみ           | こじまいづみ           | 1:20  |
| 18.                                  | 「植物園北門前」(編曲: パパダイスケ・花*花) | こじまいづみ           | 菱沼幹太               | 4:26  |
| 合計時間:                            | 合計時間:                                   | 合計時間:              | 合計時間:              | 67:10 |

### 曲解説
1. あ〜よかった -setagaya mix-
メジャー1stシングルの表題曲。
2. ずっと一緒に
メジャー1stシングルのカップリング1曲目。
3. ひまわりの花
メジャー1stシングルのカップリング2曲目。
4. 赤い自転車
メジャー1stシングルのカップリング3曲目。
5. さよなら 大好きな人
メジャー2ndシングルの表題曲。
6. 愛する人よ
メジャー2ndシングルのカップリング曲。
7. ハナムケノハナタバ
メジャー3rdシングルの表題曲。
8. 秘密基地
メジャー3rdシングルのカップリング曲。
9. やっぱり!
メジャー4thシングルの表題曲。
10. あなたへ…
メジャー4thシングルのカップリング曲。
11. 愛を少し語ろう
メジャー5thシングルの表題曲。
12. ばんそうこう1枚
メジャー5thシングルのカップリング曲。
13. 涙のチカラ
メジャー6thシングルの表題曲。
14. 晴れた夜 雨の午後
メジャー6thシングルのカップリング曲。
15. LONELY GIRL
メジャー7thシングルの表題曲。
16. ポロポロ
メジャー7thシングルのカップリング1曲目。
17. カプチーノ
メジャー7thシングルのカップリング2曲目。
18. 植物園北門前
インディーズ5thシングルのカップリング曲。